# Villa Nueva
Villa Nueva je obec (španělsky municipio) nacházející se ve centrální části Guatemaly, v těsné blízkosti hlavního města Ciudad de Guatemala. Administrativně spadá do departementu Guatemala. Villa Nueva je propojena se Ciudad de Guatemala souvislou zástavbou. Společně s okolními obcemi je součástí metropolitní oblasti, jejímž přirozeným centrem je Ciudad de Guatemala.
Dle výsledků sčítání obyvatelstva v roce 2002 žilo ve Villa Nueva 301 947 obyvatel, odhadovaná populace pro rok 2012 činí již 527 174 obyvatel.